# GO GO 2・3's
『GO GO 2・3's』（ゴー・ゴー・ニーサンズ）は、忌野清志郎&2・3'sの初アルバム。1992年11月11日発売。2006年1月25日にリマスター盤が再発。

## 解説
1991年、忌野のライヴ・テレビ出演用に作られたバック・バンドがニーサンズ。メンバーを固定して忌野の新バンド「忌野清志郎&2・3's」として1992年6月3日に「パパの手の歌」でデビュー。山川のりを、中曽根章友、大島賢治が2・3'sのメンバーである。
本作は、ロンドンのメトロポリス・スタジオで録音された楽曲群に、デビュー・シングルと同時期に録音された2曲を含む全14曲。アルバム発売と共に敢行された全国ツアー「GO! GO! 2・3's Tour 1992」でアルバム収録曲全14曲が演奏された。

## 収録曲
作詞･作曲：忌野清志郎（特記以外）
1. Let's GO(IKOHZE)
2. あの娘の神様
3. いくじなし（Bye-Bye）
4. お兄さんの歌
5. インディアン・サマー
6. 75日（75 days）
7. いつか観た映画みたいに
8. 芸術家
作詞･作曲・ボーカル：中曽根章友
9. あの娘が結婚してしまう パート2
オリジナルは古井戸への提供楽曲。三宅伸治の要望で録音。
10. 現場処理の男
11. 素敵なエンドーさん
ボーカル：大島賢治
12. ハッピーバースデー
作詞･作曲・ボーカル：山川のりを
13. NEWSを知りたい
14. ぶっちゃけた恋
作詞･作曲：忌野清志郎・三宅伸治